# Tibor Bitskey
Tibor Bitskey (n. 20 septembrie 1929, Rákoskeresztúr⁠(d), Regatul Ungariei, Ungaria – d. 2 februarie 2015, Budapesta, Ungaria) a fost un actor maghiar, laureat al premiului Kossuth, dublu laureat al premiului Jászai Mari, distins cu titlurile de artist emerit și actor al națiunii.

## Biografie
S-a născut ca fiu al lui Lajos Bitskey și Erzsébet Altziebler și a trăit la Rákoskeresztúr până la vârsta de 12 ani (1941). La școala elementară de pe strada Bulyovszky i s-a descoperit talentul de a rosti versuri. S-a familiarizat cu lumea teatrului în compania teatrală condusă de unchiul său, compozitorul, violonistul și dirijorul Pál Altziebler.
A absolvit Academia de Teatru și Film în 1953, dar lucra deja din anul 1951 la Teatrul Popular Maghiar. A făcut parte apoi din colectivele Teatrului Național (1959-1964), al Teatrului de Comedie (1964-1974), iar în perioada 1974-1996 a fost actor principal al Teatrului Thália, apoi al Teatrului Arizona.
Aspectul fizic frumos l-a recomandat pentru interpretarea unor roluri de eroi. A jucat în numeroase filme, printre care și trei filme regizate de Zoltán Várkonyi după romanele lui Jókai: Fiii omului cu inima de piatră (1964), az Egy magyar nábob (1966) și Kárpáthy Zoltán (1966).
În 2007 a primit titlul de cetățean onorific al sectorului XVII al Budapestei. Pe 22 ianuarie 2012 a primit premiul Bessenyei la Hódmezővásárhely. În 15 martie 2013 a primit Marea Cruce a Ordinului de Merit al Ungariei. Pe 29 septembrie 2014 a obținut titlul de actor al națiunii.
A murit pe 2 februarie 2015 după o scurtă boală. Ministerul Resurselor Umane, Teatrul Național din Budapesta, Teatrul Szigliget din Szolnok și primăria sectorului II al Budapestei au arborat drapelele în bernă.
Pe 27 februarie 2015 a avut loc, într-un cerc mic de membri și prieteni ai familiei, o ceremonie luterană la biserica parohială din Zugligeti. Cei mai apropiați prieteni, inclusiv Péter Balázs și Károly Mécs au participat la ceremonie.

## Roluri în teatru
- Csirszkov: Győztesek....Krivenko segédtisztje
- Kálmán Sándor: A harag napja....vöröskatona
- Vailland: Foster ezredes bűnösnek vallja magát....partizánparancsnok
- Rostand: Cyrano de Bergerac....Cyrano
- Lavrenyov: Leszámolás....Panov, a bolsevikok balti központjának tagja
- Miklós Gyárfás: Forr a világ....Tóth Ferenc
- Gyula Kárpáthy: Zrínyi....ifjú protestáns nemes
- Kipphardt: Shakespeare kerestetik....Raban
- Miklós Gyárfás: Koratavasz....Takács János
- Shaw: Szent Johanna....Cauchon, Beauvais püspöke, Duonois, La Hire kapitány
- Čapek: Fiaim....Gyurka
- Lajos Korvin Hollós: Hunyadi....Dugovics Titusz
- William Shakespeare: Îmblânzirea scorpiei....Petrucchio; Lucentio
- Dumas: Dama cu camelii....Armand Duval
- Illyés Endre–István Vas: Trisztán....Trisztán
- Stejn: Hotel Astoria....Zsemcsugov
- George James: Robin Hood....Robin Hood
- Kohout: Ilyen nagy szerelem....Milán
- Lajos Mesterházi: Pesti emberek....László
- Aristofan: Lysistrata....Lykón
- Béla Illés: Szivárvány....Csikós Zoltán
- Jurandot: Harmadik csengetés....Roman
- Károly Kós: Budai Nagy Antal....Vajdaházy Pál
- Péter Bornemisza: Magyar Elektra....Oresztész, a prológust mondja
- Shakespeare: Antoniu și Cleopatra....Octavius, Lepidus
- Shakespeare: Mult zgomot pentru nimic....Claudio
- Lajos Mesterházi: Üzenet....Sándor
- Imre Madách: Tragedia omului....Gábor arkangyal; Ádám; ékszerárus; Plátó
- Arbuzov: Irkutszki történet....a kórus tagja
- Gergely Csiky: Mákvirágok....Darvas Károly
- Zoltán Jékely: Mátyás király juhásza....Mátyás király
- Lev Tolstoi: Cadavrul viu....Karenin
- Eschil: A leláncolt Prométheusz....Csúsingura, Prométheusz
- Arthur Miller: A Salemi boszorkányok....Proctor John
- Brecht: Galileo élete....Ludovico Marsili
- Sofocle: Oedip Rege....Kreón
- Mihály Vörösmarty: Csongor és Tünde....Csongor; fejedelem
- Lope de Vega: Furfangos menyasszony....Lucindo
- Sándor Petőfi: Az apostol....Szilveszter
- Shakespeare: Iuliu Cezar....Octavius Caesar
- Corneille: Cid....Don Rodrigo
- Zsigmond Móricz: Nem élhetek muzsikaszó nélkül....Balázs
- József Darvas: Részeg eső....András
- Shakespeare: Regele Lear....Edgar
- Lev Tolstoi: Anna Karenina....Vronski
- Arthur Miller: Közjáték Vichyben....őrnagy
- Dostoievski: Frații Karamazov....Dimitri
- Euripide: Troienele....Poseidon
- Radzinszkij: Filmet forgatunk....Nyecsájev
- Jenő Heltai: Néma levente....Agárdi Péter
- Brecht: Egy fő az egy fő....Csinifiú
- Inge: Egy éjszaka Kansasban....Bo
- Williams: Macska a forró tetőn....Brick
- Knott: Éjszakai telefon....Tony
- William Shakespeare: A douăsprezecea noapte....Orsino
- Sartre: Altona foglyai....Werner von Gerlach
- Bruckner: Angliai Erzsébet....Northumberland
- Miklós Gyárfás: Két Júlia....Torday László
- Mihály Sükösd: A kívülálló....Vancsura
- Ortutay-Kazimir: Kalevala....Vejnemöjnen
- Gábor Thurzó: Meddig lehet angyal valaki....Szeredás
- György Szabó: Napóleon és Napóleon....Kabay
- John Milton: Elveszett paradicsom....sátán
- Gyula Illyés: Tiszták....Mirepoix Péter
- O'Neill: Eljő a jeges....Chuck Morello
- Joseph Heller: Irány New Heaven....Starkey
- Imre Sarkadi: Ház a város mellett....Simon
- Ferenc Móra–Kárpáthy: Aranykoporsó....Diocletianus császár
- Lajos Galambos: Fegyverletétel....Ottó Herzberg főhadnagy
- Géza Hegedüs: Versenyt a szelekkel....Janus Pannonius
- Takeda-Miyosi-Namiki: Csusingura....Juranoszka
- Vampilov: Kaland a főmetőrrel....Kamajev
- István Eörsi: Széchenyi és az árnyak....Kossuth Lajos
- Kazimir-Ortutay: Ezeregyéjszaka....démon
- Sándor László-Bencsik: Történelem alulnézetben....Vidróczky
- Mihail Șolohov: Emberi sorsok....Sibalok
- Sándor László-Bencsik: Anyaföld....pilóta
- Malraux: A remény....Vargas
- József Katona: Bánk bán....Myska bán; Bánk bán
- Lajos Mesterházi: A Prométheusz rejtély....Héraklész
- Rabelais: Gargantüa és Pantagrüel....Gargantüa
- Bulgakov: Színházi regény....Bombardov
- Gábor Czakó: Gang....Dániel
- Longfellow: Hiawata....Kwezind
- Gyula Gobby Fehér: A budaiak szabadsága....érsek
- Albee: Állatkerti történet....Peter
- Graham Greene: Komédiások....Concasseur
- András Simonffy: A japán szalon....Dálnoki Miklós Béla
- Lajos Kassák: Egy ember élete.... I. forradalmár
- Sztratiev: Velúrzakó....liftbeszorult
- Hochhuth: Jogászok....Hämmerling
- Shaw: Vissza Matuzsálemhez....idős úr
- Tibor Cseres: Parázna szobrok....Thormay Béla
- Hofmannsthal: Akárki....Sátán
- Gyula Illyés: Fáklyaláng....Kossuth
- Károly Kazimir: Szép asszonyok egy gazdag házban....Hszi Men Csing
- András Mezei: Magyar kocka....Markos Ferenc
- István Verebes: Kettős ünnep....Kovács
- János Pelle: Casanova....Csáky Miklós
- László Németh: Harc a jólét ellen....Varga Antal
- István Tamás: A pápa és a császár....Fresch
- Misarin: Ezüstlakodalom....Goloscsapov Kronyid Zaharovics
- Sofocle: Antigona....Kreón
- Aristofan: Avere....Chremylosz
- Victor: Egy komisz kölök naplója....papa
- Áron Tamási: Ördögölő Józsiás....Bakszén
- Salacrou: Túltisztességes hölgy....Georges
- Józsi Jenő Tersánszky: Kakuk Marci....Bojnyik
- Tamás Simon: Don Juan....parancsnok
- Emőd-Török: Ipafai lakodalom....Borzsák János
- Zsigmond Móricz: Fii bun până la moarte....Pósalaky úr
- Lessing: Bölcs Náthán....Szaladin szultán
- Shaw: Segítség! Orvos!....Sir Ralph Bloomfield Benington
- Géza Páskándi: Tornyot választok....Doby László
- Áron Tamási: Hegyi patak....Geges Ciprián
- Chiara: Jöjjön el egy kávéra hozzánk....Raggi doktor
- László Németh: A két Bolyai....Bolyai Farkas
- Brecht–Weill: Koldusopera....strici
- Wilder: A mi kis városunk....Gibbs doktor
- Endre Fejes: Rozsdatemető....Seress Sándor
- Sándor Márai: A kassai polgárok....János mester
- Sándor Sík: István király....István király
- János Garay: Háry János....Ferenc császár
- András Nagy: Don Juan, a sevillai, a kővendég és a szédelgő....Komtur
- Gyula Illyés: A különc....Teleki László
- László Németh: Galilei....Castelli
- Ibsen: Peer Gynt....gomböntő
- Ferenc Herczeg: A híd....József nádor
- Graham Greene–Giles Havergal: Utazás nénikémmel....Visconti
- Anouilh: Becket sau onoarea zeilor....episcopul Londrei
- Dürrenmatt: Fizicienii....Herbert Georg Beutler
- László Németh: Nagy család....Szilasi tanár úr
- József Nyirő: A próféta....Moises ben Mochem
- Miklós Hubay: Egy faun éjszakája, avagy hová lett a rózsa lelke?....Wilson, amerikai elnök
- Magda Szabó: Szent Bertalan nappala....udvaros, házicseléd
- Sándor Hunyady: Feketeszárú cseresznye....Kispál
- Shakespeare: Romeo și Julieta....az öreg Capulet
- Ferenc Molnár: Liliom...öreg rendőr, kapitány

## Filmografie

### Filme de cinema
- Semmelweis (1952)
- A harag napja (1953)
- Föltámadott a tenger I-II. (1953)
- Kiskrajcár (1953)
- Rákóczi hadnagya (1953)
- Egy pikoló világos (1955)
- Különös ismertetőjel (1955)
- Dúvad (1959)
- Tegnap (1959)
- 1960 Fii bun până la moarte (Légy jó mindhalálig), regia László Ranódy
- Rangon alul (1960)
- Virrad (1960)
- Párbeszéd (1963)
- Germinal (1963)
- 1964 Fiii omului cu inima de piatră (A kőszívű ember fiai), regia Zoltán Várkonyi
- 1966 Un nabab maghiar
- 1966 Kárpáthy Zoltán
- 1968 Egri csillagok I-II
- Szemtől szembe (1970)
- 1970 Vis de dragoste (Szerelmi álmok - Liszt), regia Márton Keleti
- A gyilkos a házban van (1970)
- 1971 Iubire
- A szerelem határai (1973)
- A néma dosszié (1977)
- Az erőd (1979)... Wagner
- Idő van (1985)
- Banánhéjkeringő (1987)
- Napló szerelmeimnek (1987)
- Túsztörténet (1989)
- Napló apámnak, anyámnak (1990)
- Melodráma (1991)
- Honfoglalás (1996)
- Sobri (2002)
- Illúziók (2009)

### Filme de televiziune
- A százegyedik szenátor (1967)
- Kalevala (1969)
- Tizennégy vértanú (1970)
- Képzelt beteg (1971)
- Egy óra múlva itt vagyok... (1971)
- A fekete város 1-7. (1971)
- Zrínyi (1973)
- Pocok, az ördögmotoros (1974)
- Az ezeregyéjszaka meséi (1974)
- Kalevala (1974)
- Pásztor és kutyája (1974)
- Rab ember fiai (1979)
- 1981 Vuk 1-4.
- Mint oldott kéve (1983)
- Szent Kristóf kápolnája (1983)
- T.I.R. (1984)
- Széchenyi napjai (1985)
- Linda (1986)
- Zsarumeló (1986)
- Holnapra a világ (1990)
- Frici, a vállalkozó szellem (1992)
- A titkos háború (2002)

### Dublaje de voce
- Stawka wieksza niz zycie: căpitanul Kloss - Stanisław Mikulski (1968)
- Domnului profesor cu dragoste: Mark Thackeray - Sidney Poitier (1969)
- Mesaj pentru tine: Schuyler Fox - John Randolph
- A tavasz tizenhét pillanata: Max Otto von Stirlitz - Viaceslav Tihonov
- Aventurile tânărului Indiana Jones: Albert Schweitzer - Friedrich von Thurn
- Bangkok Hilton: Hal Stanton - Denholm Elliott
- Erou local: Felix Happer - Burt Lancaster
- Răzbunătorii: Sir August de Wynter - Sean Connery
- Rațiune și simțire: Mr. Dashwood - Tom Wilkinson
- The Winds of War: Victor „Pug” Henry - Robert Mitchum
- Moștenirea familiei Guldenburg: Martin Johannes von Guldenburg - Karl Heinz Vosgerau
- Közönséges bűnözők: Daniel Metzheiser - Ron Gilbert
- Titanic: căpitanul Edward J. Smith - Bernard Hill
- Eraser: Beller - James Coburn
- După faptă și răsplată: Justin Fairfax - James Coburn
- Crimă în Copenhaga: Tork - Richard Harris
- Un strigăt disperat: Ludovico Rinaldi - Sergio Fantoni
- Torrente: Mendoza - Espartaco Santoni
- Planeta maimuțelor: Karubi - Kris Kristofferson
- Identitatea lui Bourne: Abbott - Brian Cox
- Supremația lui Bourne: Abbott - Brian Cox
- Un american liniștit: Thomas Fowler - Michael Caine
- Raport Special: Lamar Burgess - Max von Sydow
- Magnolia: Earl Partridge - Jason Robards
- Mesaj de departe: Dodge Blake - Paul Newman
- Star Trek: Nemesis: Hiren prétor - Alan Dale

## CD-uri și cărți audio
- Géza Gárdonyi: Egri csillagok

## Premii și distincții
- Premiul Jászai Mari (1959, 1963)
- Artist emerit (1984)
- Premiul Kossuth (2000)
- Cetățean de onoare al sectorului XVII al Budapestei (2007)[11]
- Premiul Bessenyei (2012)
- Cetățean de onoare al sectorului II al Budapestei (2012)
- Marea Cruce a Ordinului de Merit al Ungariei (2013)[12]
- Actor al națiunii[13] (2014)

## Legături externe
- HMDB
- Színházi Adattár